# Новолеушинское сельское поселение
Новолеушинское сельское поселение — муниципальное образование в составе Тейковского района Ивановской области России.
Центр — село Новое Леушино.

## История
Новолеушинское сельское поселение образовано 11 января 2005 года в соответствии с Законом Ивановской области № 4-ОЗ. 10 декабря 2009 года в соответствии с Законом Ивановской области № 139-ОЗ в состав Новолеушинского сельского поселения включено упразднённое Светловское сельское поселение.

## Население
| 2002  | 2010  | 2011  | 2012  | 2013  | 2014  | 2015  |
| ----- | ----- | ----- | ----- | ----- | ----- | ----- |
| 2755  | ↘2272 | ↘2258 | ↘2242 | ↘2232 | ↘2151 | ↗2173 |
| 2016  | 2017  | 2018  | 2019  | 2020  | 2021  |       |
| ↘2162 | ↘2157 | ↘2126 | ↘2113 | ↘2061 | ↗2094 |       |

## Населённые пункты
В состав сельского поселения входят 28 населённых пунктов.
| №  | Населённый пункт                               | Тип населённого пункта | Население |
| -- | ---------------------------------------------- | ---------------------- | --------- |
| 1  | Березовик                                      | деревня                | ↘17       |
| 2  | Бураково                                       | деревня                | ↘32       |
| 3  | Воронково                                      | деревня                | ↘0        |
| 4  | Высоково                                       | деревня                | ↘9        |
| 5  | Григорьево                                     | село                   | ↘55       |
| 6  | Домотканово                                    | деревня                | ↘73       |
| 7  | Иудкино                                        | деревня                | ↘4        |
| 8  | Крапивник                                      | деревня                | ↘70       |
| 9  | Красново                                       | деревня                | ↘40       |
| 10 | Максимцево                                     | деревня                | 135       |
| 11 | Малый Таковец                                  | деревня                | ↘44       |
| 12 | Матренкино                                     | деревня                | 9         |
| 13 | Мелюшево                                       | деревня                | ↘94       |
| 14 | Новое Леушино                                  | село                   | ↘2232     |
| 15 | Подвязново                                     | деревня                | ↘3        |
| 16 | Пятый участок Тейковского торфопредприятия     | деревня                | 59        |
| 17 | Репново                                        | деревня                | ↘22       |
| 18 | Сахтыш                                         | деревня станции        | 17        |
| 19 | Светлый                                        | село                   | 253       |
| 20 | Сидорино                                       | деревня                | ↘2        |
| 21 | Сидорино                                       | деревня станции        | 7         |
| 22 | Собольцево                                     | деревня                | ↘1        |
| 23 | Старое Леушино                                 | деревня                | 33        |
| 24 | Терентьево                                     | деревня                | ↘62       |
| 25 | Хомутово                                       | деревня                | ↘24       |
| 26 | Чайка                                          | деревня                | 4         |
| 27 | Четвёртый участок Тейковского торфопредприятия | деревня                | 0         |
| 28 | Шумилово                                       | деревня                | ↘34       |

## Археология
На невысокой возвышенности правого берега Койки, вытекающей из палеоозера Сахтыш,  Д. А. Крайновым в 1964 году открыта многослойная стоянка Сахтыш VIII эпохи неолита. Стоянка Сахтыш-2а эпохи энеолита находится в 2 км к юго-востоку от села Сахтыш и в 200 м к юго-западу от посёлка 4-го участка Тейковского торфопредприятия. Входит в комплекс из 15 стоянок, расположенных по берегам палеоозера Сахтыш и вытекающей из него реки Койки (Кийки), где люди проживали от раннего мезолита до железного века — 11 долговременных и сезонных поселений (Сахтыш I-II, IIa, III–IV, VII–XI, XIV) и 4 местонахождения артефактов (участки V–VI, XII–XIII). На пяти участках (I–II, IIa, VII, VIII) были обнаружены захоронения. Люди волосовской культуры начали хоронить своих умерших на Сахтыш IIa после 3700 лет до н. э. (калиброванная дата). Кладбище Сахтыш IIa использовалось без перерывов нескольких столетий в середине 4-го тысячелетия до н. э. (3650—3400 гг. до н. э.). Волосовская деятельность на Сахтыше II и IIa прекратилась до или в начале 3-го тысячелетия до нашей эры. Стоянки Сахтыш I и Сахтыш VIII относятся к льяловской культуре. В могильнике Сахтыш-IIа обнаружено 72 захоронения эпохи неолита-энеолита, относящихся к льяловской и волосовской культурам. В могилах льяловской культуры присутствовали малочисленные костяные орудия. На стоянке Сахтыш IIА под слоем ранней верхневолжской культуры выявлен культурный слой IIIа финального мезолита (радиоуглеродная дата 7530±60 — 7390±40 л. н.), изделия  из которого можно отнести к финальному этапу бутовской культуры. Культурный слой IIIб (радиоуглеродная дата 8060±50 л. н.) по костяному инвентарю можно отнести к позднему этапу бутовской культуры.